# Sohland am Rotstein
Sohland am Rotstein (amtlich: Sohland a. Rotstein; obersorbisch Załom pod Hrodźišćom) ist ein Ortsteil der sächsischen Kleinstadt Reichenbach/O.L. im Landkreis Görlitz. Der Hausberg Rotstein dient namentlich zur Unterscheidung vom etwa 30 km entfernten, ebenfalls in der Oberlausitz gelegenen Sohland an der Spree.

## Geografie und Verkehr

Sohland am Rotstein

Sohland ist ein klassisches langgezogenes Waldhufendorf (bestehend aus Obersohland, Mittelsohland und Niedersohland) am Fuße des markanten Rotsteins (455 m ü. NN), das sich fast 8 km entlang des Schwarzen Schöps erstreckt. Der Ort liegt etwa 5 km östlich von Löbau und zirka 10 km westlich von Görlitz.
Die Bundesstraße 6 und die Bahnstrecke Görlitz–Dresden verlaufen durch den Ort, die nächstgelegenen Regionalbahnhöfe sind in Reichenbach/O.L. und Zoblitz. Die Bundesautobahn 4 verläuft nördlich von Sohland und ist über den etwa 12 km entfernten Anschluss Weißenberg zu erreichen. Die Dorfstraße wurde 1846 erbaut.

## Geschichte

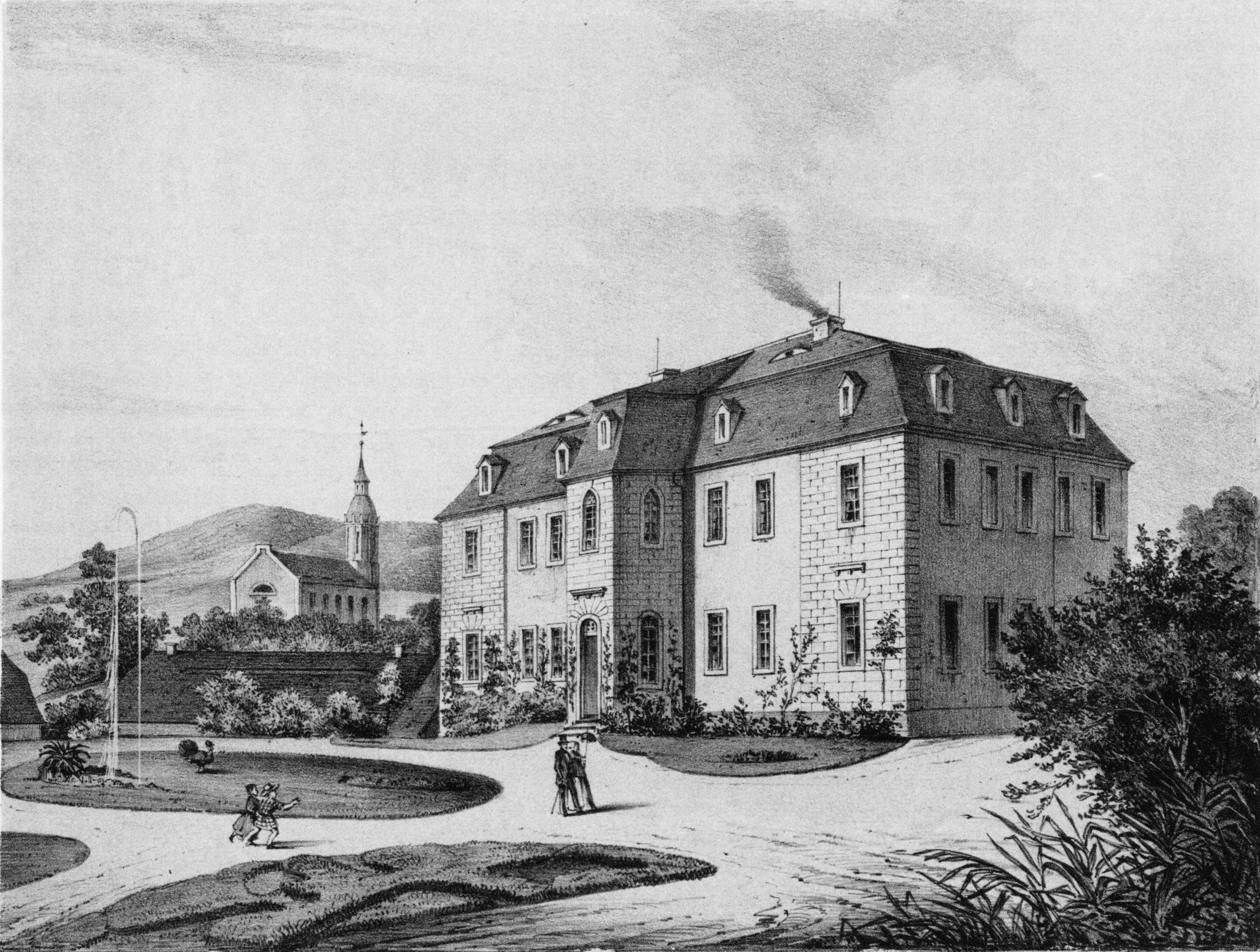
Gutsschloss Mittel-Sohland und Kirche, um 1850

### Ortsgeschichte
Auf dem Rotsteingipfel befand sich in der Zeit zwischen dem 9. und 12. Jahrhundert eine slawische Wehranlage. Die urkundliche Ersterwähnung erfolgte am 7. Mai 1241 in der Oberlausitzer Grenzurkunde als „Zalom“. Bereits 1546 gab es eine Schule mit Lehrer im Ort. Um 1600 sind fünf Rittergüter (drei in Obersohland und zwei in Niedersohland) nachgewiesen. Seine Besitzer waren zwischen 1638 und 1839 die adligen Familien von Gersdorf und von Uechtritz. Um 1700 kam das Gut in Mittelsohland hinzu.
Durch schwere Verwüstungen der Kriegsunruhen im 15. Jahrhundert (Hussitenkriege) und im 17. Jahrhundert (Dreißigjähriger Krieg) verloren viele Einwohner ihr Leben bzw. flohen. 1802 fielen 18 Gebäude (inkl. Rittergut Mittelsohland, Pfarrhaus und Schule) einem großen Dorfbrand zum Opfer. Im Jahr 1847 erfolgte der Anschluss an die Bahnstrecke Dresden–Görlitz der Sächsisch-Schlesischen Eisenbahngesellschaft, aber ohne eigene Bahnstation. Ab 1905 gab es im Ort den ersten Fernsprechanschluss und ab 1911 wurde Sohland elektrifiziert. Die postalische Bezeichnung lautete bis 1900: Sohland (Rothstein).
Am 1. April 1939 wurden die bis dahin selbständigen Gemeinden Obersohland, Mittelsohland und Niedersohland zur Gemeinde Sohland am Rotstein zusammengeschlossen. Diese wurde am 1. Januar 2014 auf Beschluss des Gemeinderats sowie des Stadtrats von Reichenbach nach Reichenbach eingegliedert.

### Bevölkerungsentwicklung
| Jahr | Einwohner |
| ---- | --------- |
| 1825 | 1624      |
| 1871 | 1658      |
| 1905 | 1590      |
| 1925 | 1554      |
| 1939 | 1507      |
| 1946 | 2024      |
| 1950 | 2092      |
| 1964 | 1733      |
| 1971 | 1628      |
| 1988 | 1313      |
| 1990 | 1269      |
| 2000 | 1486      |
| 2007 | 1395      |
| 2009 | 1370      |
| 2012 | 1312      |
| 2013 | 1280      |

Im Jahr 1777 lebten in Obersohland 10 besessene Mann, 34 Gärtner und 11 Häusler, in Mittelsohland 6 besessene Mann, 35 Gärtner und 29 Häusler und in Niedersohland 2 besessene Mann, 22 Gärtner, 3 Häusler.

### Ortsname
Der Ort Sohland wurde 1241 erstmals als „Zalom“ (von altsorbisch Załom, = hinter dem Bruch/Windbruch) bezeichnet. Mittelhochdeutsch wurde er de Salando, de Salant = Herrengut (um 1280), von dem Salande (1337), Soland, Solant (1376), Salant (1382), Soland (1429), Zoland (1454), Solandt (1479), Soland prope Reichenbach (1569), Sohlandt (1670), Sohland, bey Reichbach am Rothstein, auch Langen-Sohland genennet (1791).

## Religion
39 % der Einwohner sind evangelisch, 5 % katholisch. Die Evangelisch-Lutherische Kirchgemeinde Sohland am Rotstein gehört zum Kirchenbezirk Löbau-Zittau der Evangelisch-Lutherischen Landeskirche Sachsens. Die Katholiken des Ortes gehören zur Pfarrei Mariä Himmelfahrt mit Sitz in Ostritz, deren nächste Filialkirche St. Nikolaus in Bernstadt auf dem Eigen ist.

## Sehenswürdigkeiten
- Der Rotstein (455 m) mit dem ältesten Naturschutzgebiet Sachsens (seit 1912)
- Eisenbahnviadukt
- Dorfkirche, erbaut 1841–1844, 1992/93 restauriert
- erhaltene Bockwindmühle „Bachmannmühle“ von ca. 1800 (ehemals 4 im Ort) und die Holländerwindmühle „Hofemühle“
- Ehemaliges Gutshaus

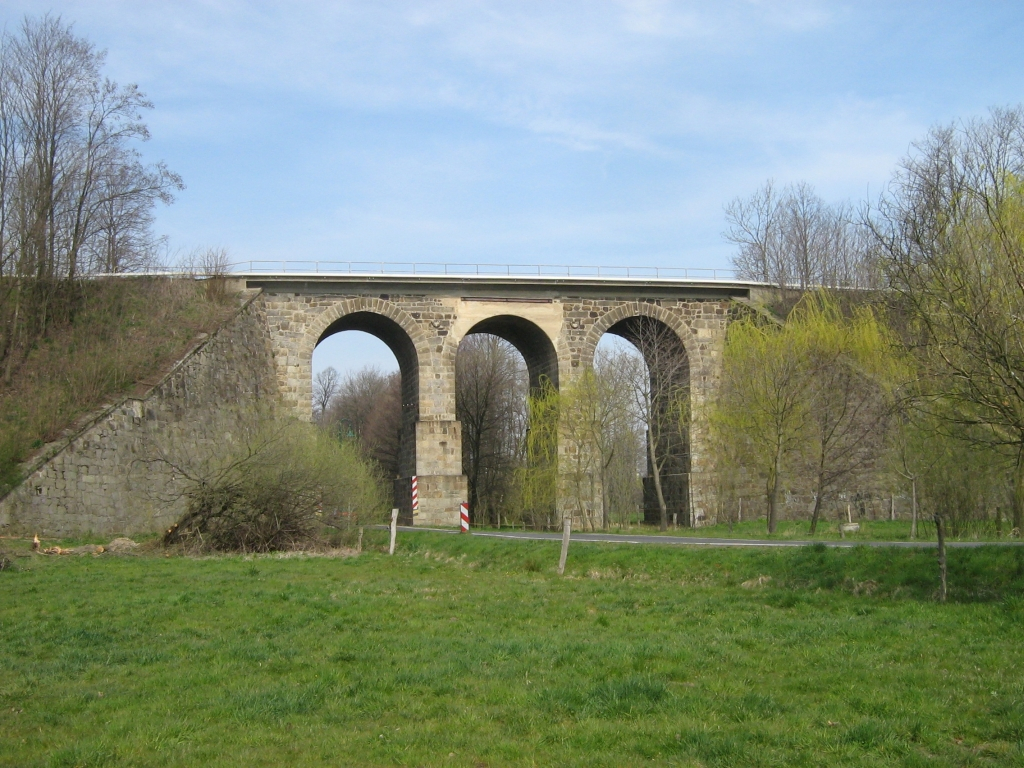
Eisenbahnviadukt
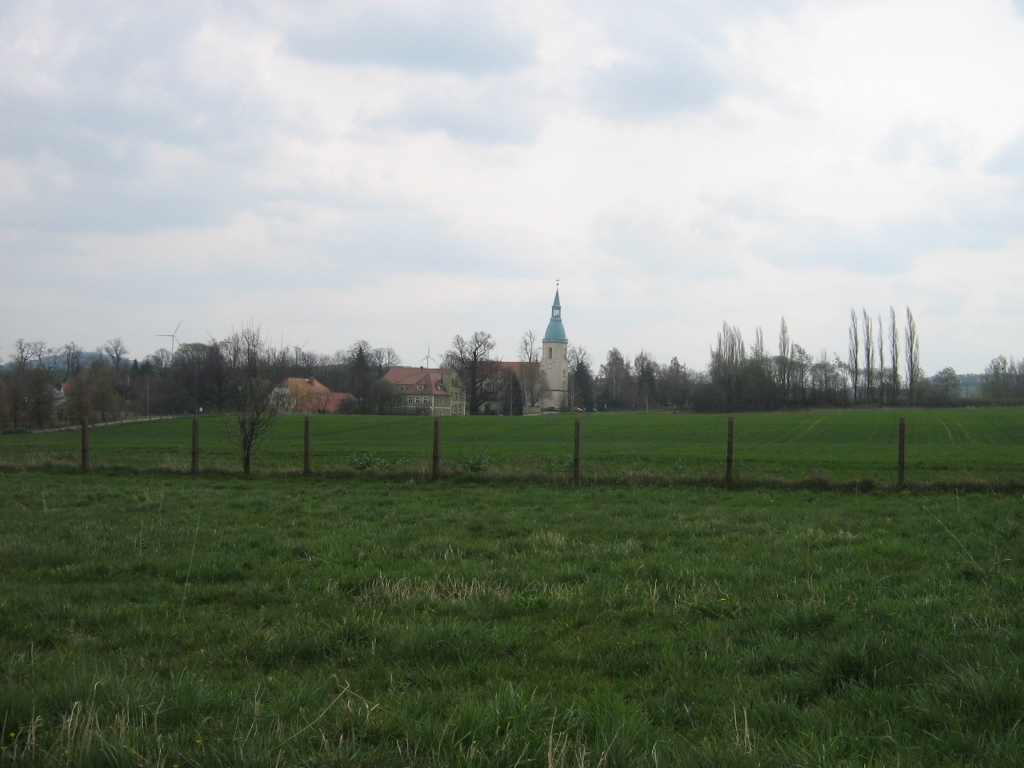
Kirche
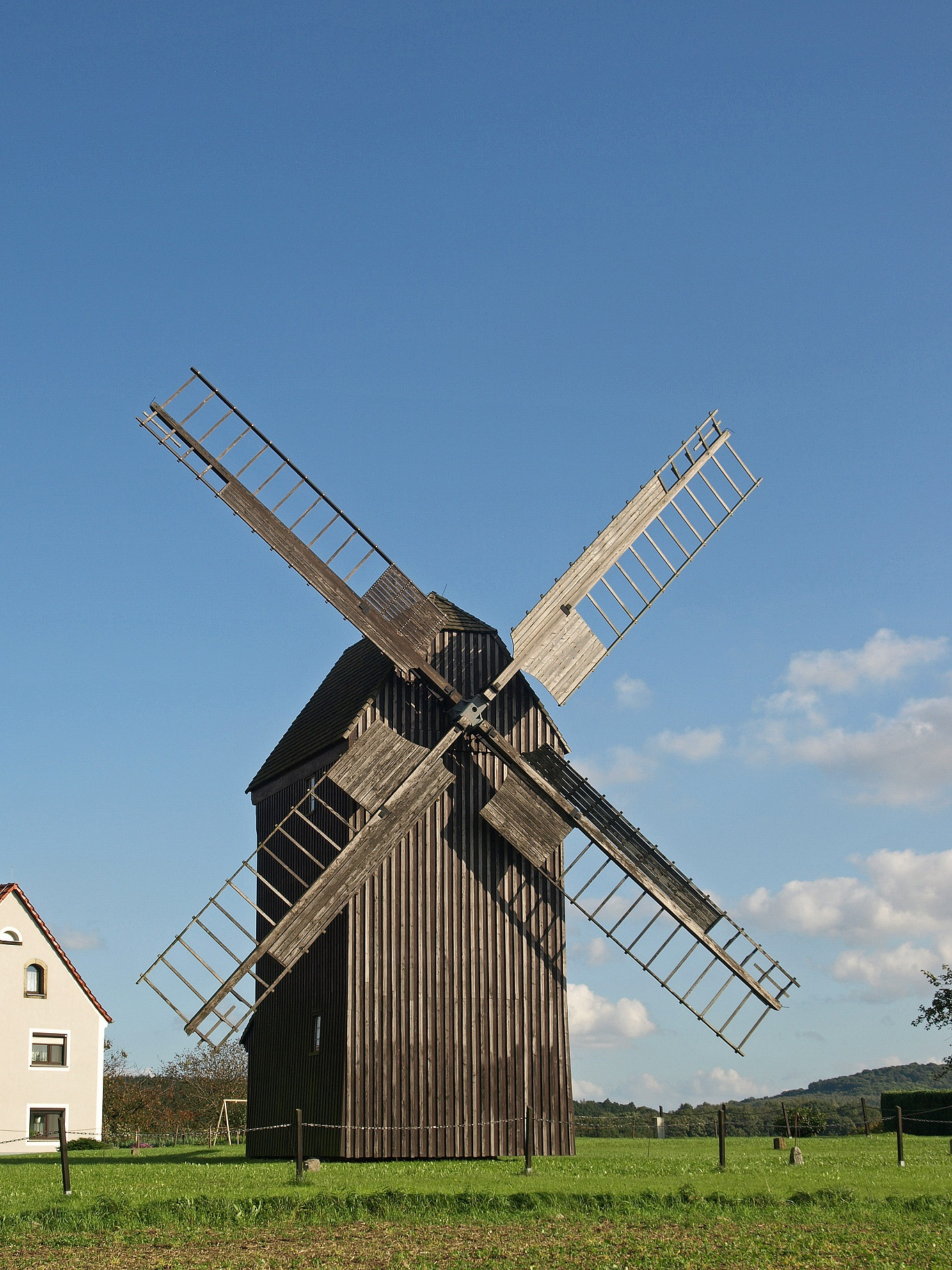
Bachmannmühle
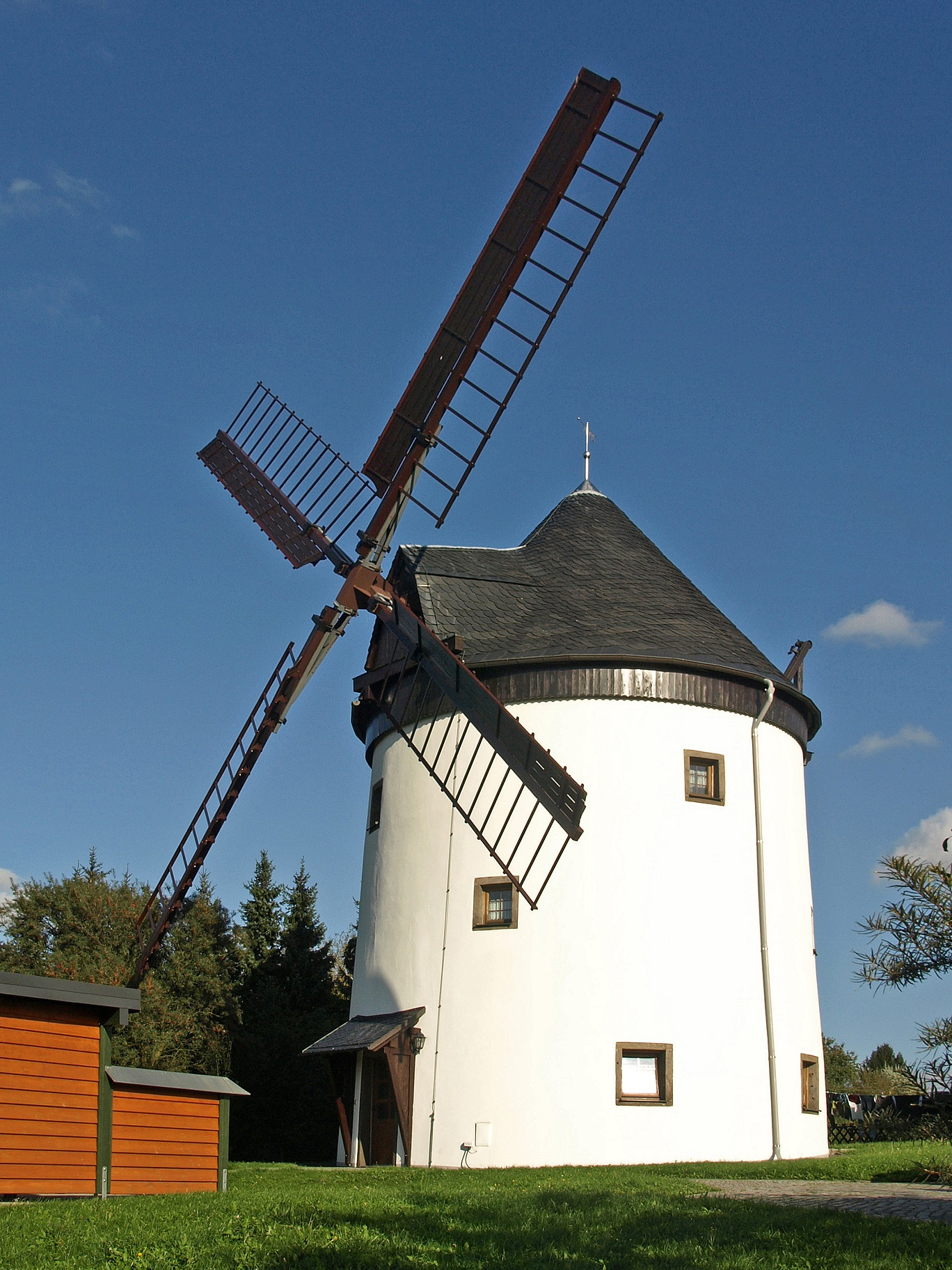
Mühle am Mittelgut
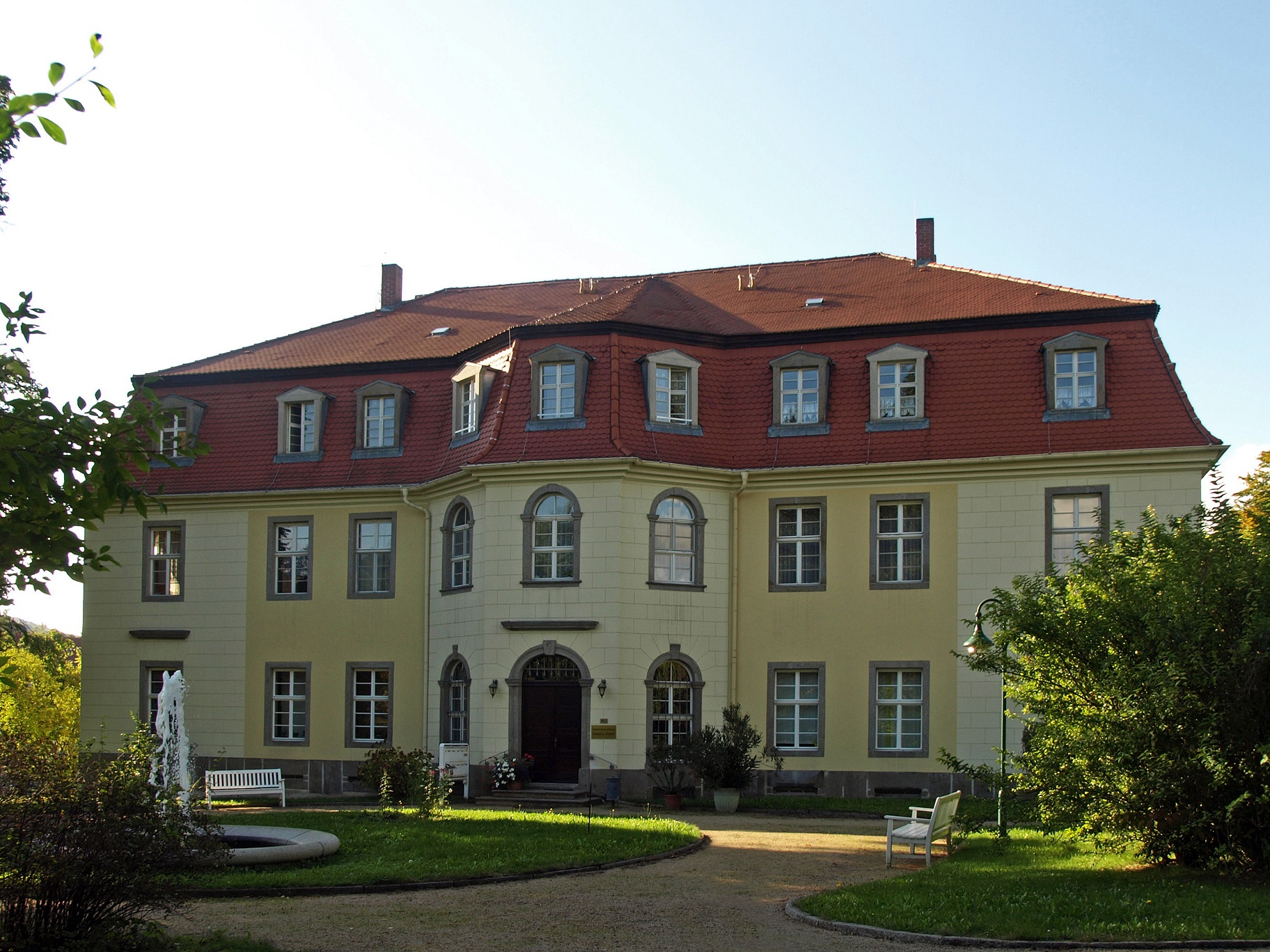
Ehemaliges Gutshaus

## Söhne und Töchter
- Carl Otto Claudius (1794–1877), Kantor, Chorleiter und Komponist
- Otto Carl Claudius (1796–1879), Komponist, Kantor, Musiker
- Rudolf von Bünau (1804–1866), Politiker
- Gustav von König (1812–1885), Jurist und Politiker (MdL, MdR)
- Heinrich Müller (1824–1899), Textilindustrieller, Sohn von Heinrich Carl Müller
- Max Hermann Ohnefalsch-Richter (1850–1917), Archäologe
- Heinrich Edgar Martini (1871–1932), Klassischer Philologe
- Gerhard von Prosch (1895–1937), paramilitärischer Aktivist und SA-Führer